# احمدمحمودی
احمدمحمودی، روستایی در دهستان چغان بخش مرکزی شهرستان جویم در استان فارس ایران است.

## جمعیت
بر پایه سرشماری عمومی نفوس و مسکن در سال ۱۳۹۵، جمعیت این روستا برابر با ۱٬۳۶۶ نفر (۴۰۵ خانوار) بوده‌است.